# Chaiyaphum
Chaiyaphum (en tailandés: ชัยภูมิ) es una ciudad (thesaban mueang) de Tailandia, capital de la provincia homónima. En 2006 tenía una población de 37.490 habitantes y una extensión que ocupaba la totalidad del  tambon de Nai Mueang en el Amphoe de Mueang Chaiyaphum.